# Galina Awtajewa
Galina Alexandrowna Awtajewa (russisch Галина Александровна Автаева; * 6. Januar 1966) ist eine ehemalige kasachische Biathletin.
Galina Awtajewa lebt in Kökschetau und arbeitet als Sportlehrerin. Seit der Saison 1993/94 startete sie im Biathlon-Weltcup. In ihrem ersten Rennen wurde sie in Ruhpolding 84. in einem Einzel. In der folgenden Saison schaffte sie mit den Platzierungen 31 bei einem Sprint in Bad Gastein und 29 bei einem Sprint in Oberhof ihre besten Resultate im Weltcup. Bei den Biathlon-Weltmeisterschaften 1995 in Antholz wurde Awtajewa 37. eines Einzels und mit Margarita Doulowa, Elena Murashko und Ljudmila Gurjewa 13. im Staffelrennen. Abschluss der Karriere wurden die Winterasienspiele 1999 in Gangwon-do. In Südkorea gewann sie gemeinsam mit Margarita Dulowa, Jelena Dubok und Ljudmila Gurjewa den Titel im Staffelrennen vor den Vertretungen aus China und Südkorea.

## Biathlon-Weltcup-Platzierungen
Die Tabelle zeigt alle Platzierungen (je nach Austragungsjahr einschließlich Olympische Spiele und Weltmeisterschaften).
- 1.–3. Platz: Anzahl der Podiumsplatzierungen
- Top 10: Anzahl der Platzierungen unter den ersten zehn (einschließlich Podium)
- Punkteränge: Anzahl der Platzierungen innerhalb der Punkteränge (einschließlich Podium und Top 10)
- Starts: Anzahl gelaufener Rennen in der jeweiligen Disziplin

| Platzierung                                              | Einzel | Sprint | Verfolgung | Massenstart | Team | Staffel | Gesamt |
| -------------------------------------------------------- | ------ | ------ | ---------- | ----------- | ---- | ------- | ------ |
| 1. Platz                                                 |        |        |            |             |      |         |        |
| 2. Platz                                                 |        |        |            |             |      |         |        |
| 3. Platz                                                 |        |        |            |             |      |         |        |
| Top 10                                                   |        |        |            |             |      |         |        |
| Punkteränge                                              |        |        |            |             |      | 1       | 1      |
| Starts                                                   | 9      | 11     | 1          |             |      | 4       | 25     |
| Stand: Karriereende, Daten möglicherweise nicht komplett |        |        |            |             |      |         |        |